# Jean-Baptiste de la Baume-Montrevel
Jean-Baptiste de la Baume-Montrevel, 4e marquis de Saint-Martin, baron de Montmartin, seigneur de Vaudrey (né en 1593, mort à Gray le 21 décembre 1641), est connu pour être le gouverneur de la Franche-comté pendant l'épisode comtois de la guerre de Trente Ans et le commandant en chef des troupes comtoise de 1637 à 1641. 

## Biographie
Jean-Baptiste de la Baume-Montrevel est né en 1595 dans une famille comtoise célèbre mais d'origine bressane, les La Baume. Il est le fils d'Antoine de la Baume et de Nicole de Montmartin.
Il devient gouverneur de Dole en 1630. En 1634, il est capitaine de la garde du cardinal-Infant. En 1636 il sert au combat en Allemagne. Le 20 mars 1637, il est nommé gouverneur du Comté de Bourgogne et devient ainsi le commandant en chef des troupes comtoises remplaçant le marquis de Conflans. Considéré comme un bon militaire, il conserve la stratégie de son prédécesseur et disperse les dernières troupes comtoises qui ne furent pas tué à la bataille de Cornod dans les principales cités Comtoises. Également, il conserve comme intendant des armées, le parlementaire Jean Girardot de Nozeroy qui le secondera jusqu'à la fin. Il négocie régulièrement l'envoi de nouveaux renforts avec le duché de Lorraine et le Saint-Empire, ce qu'il obtiendra en partie.   
En 1638 il est sous les ordres de Charles de Lorraine qui commande et fusionne toutes les armées de Franche Comté (Comtoise, espagnoles, lorraines et germaniques). Il contribue à la victoire de Poligny en juin 1638. Mais cette victoire marque une rupture dans l'entente avec ses alliés, de la Baume souhaitait en effet poursuivre les français dans leur retraite et exploiter cette victoire, alors que Charles de Lorraine préféra se replier sur Salins, causant la chute de Poligny 6 jours plus tard. Jusqu'en 1639, il parcourt les différentes cités comtoises pour les renforcer et les fortifier. Il appuie les initiatives de guérilla qui seront fructueuses, notamment dans le Haut-Jura.  
En janvier 1640, il part pour les Pays-Bas pour se marier le 7 février 1640, avec Lambertine de Ligne, sa cousine. À son retour, il découvre que le parlement et certains secteurs du comté de Bourgogne, ne le soutiennent plus comme ceux de Baume les Dames, Clerval et de Montbéliard qui refusent de loger ses soldats. Mais également dans le bailliage d'aval (actuel Jura) ou la population ne supporte plus la présences des hommes du colonel de Saix d'Arnans. Il ne cède pas et rentre alors en conflit avec le parlement. Malgré une série de victoires remportées en Bresse par d'Arnans, sous ses ordres, son autorité et de plus en plus contestée. D'autant que Don Ferdinand d'Autriche, son protecteur, meurt le 9 novembre 1641. Il meurt à son tour peu après, d'une crise d'apoplexie à Gray le 21 décembre 1641. C'est le baron de Scey, Claude de Bauffremont qui avait été déjà nommé gouverneur par le parlement en 1640, mais dont la nomination n'avait pas été approuvé par Madrid, qui devient à son tour gouverneur du Comté de Bourgogne.